# Torneo di scacchi di Dortmund
Il torneo di scacchi di Dortmund (Sparkassen Chess Meeting) si svolge ogni anno a Dortmund in Germania dal 1973. Si tratta di uno dei più importanti eventi scacchistici internazionali, in quanto molti tra i più forti giocatori del mondo si affrontano in questa sede.
L'emittente radiotelevisiva Westdeutsches Fernsehen, su iniziativa di Claus Spahn, trasmette regolarmente cronache sul torneo di Dortmund.

## Albo d'oro
| Anno | Vincitore              |
| ---- | ---------------------- |
| 1973 | Heikki Westerinen      |
| 1974 | László Szabó           |
| 1975 | Heikki Westerinen      |
| 1976 | Oleh Romanyšyn         |
| 1977 | Jan Smejkal            |
| 1978 | Ulf Andersson          |
| 1979 | Tamaz Giorgadze        |
| 1980 | Raymond Keene          |
| 1981 | Hennadij Kuz'min       |
| 1982 | Vlastimil Hort         |
| 1983 | Mihai Șubă             |
| 1984 | Yehuda Gruenfeld       |
| 1985 | Jurij Razuvaev         |
| 1986 | Zoltán Ribli           |
| 1987 | Jurij Balašov          |
| 1988 | Smbat Lpowtyan         |
| 1989 | Efim Geller            |
| 1990 | Oleksandr Černin       |
| 1991 | Igor Štohl             |
| 1992 | Garri Kasparov         |
| 1993 | Anatolij Karpov        |
| 1994 | Jeroen Piket           |
| 1995 | Vladimir Kramnik       |
| 1996 | Vladimir Kramnik       |
| 1997 | Vladimir Kramnik       |
| 1998 | Vladimir Kramnik       |
| 1999 | Péter Lékó             |
| 2000 | Vladimir Kramnik       |
| 2001 | Vladimir Kramnik       |
| 2002 | Péter Lékó             |
| 2003 | Viktor Bologan         |
| 2004 | Viswanathan Anand      |
| 2005 | Arkadij Naiditsch      |
| 2006 | Vladimir Kramnik       |
| 2007 | Vladimir Kramnik       |
| 2008 | Péter Lékó             |
| 2009 | Vladimir Kramnik       |
| 2010 | Ruslan Ponomarёv       |
| 2011 | Vladimir Kramnik       |
| 2012 | Fabiano Caruana        |
| 2013 | Michael Adams          |
| 2014 | Fabiano Caruana        |
| 2015 | Fabiano Caruana        |
| 2016 | Maxime Vachier-Lagrave |
| 2017 | Radosław Wojtaszek     |
| 2018 | Jan Nepomnjaščij       |
| 2019 | Leinier Domínguez      |
| 2021 | Pavlo El'janov         |
| 2022 | Pavlo El'janov         |
| 2023 | Alexander Donchenko    |
| 2024 | Nico Zwirs             |
| 2025 | Matthias Bluebaum      |

Plurivincitori  :
- Vladimir Kramnik: 10 vittorie;

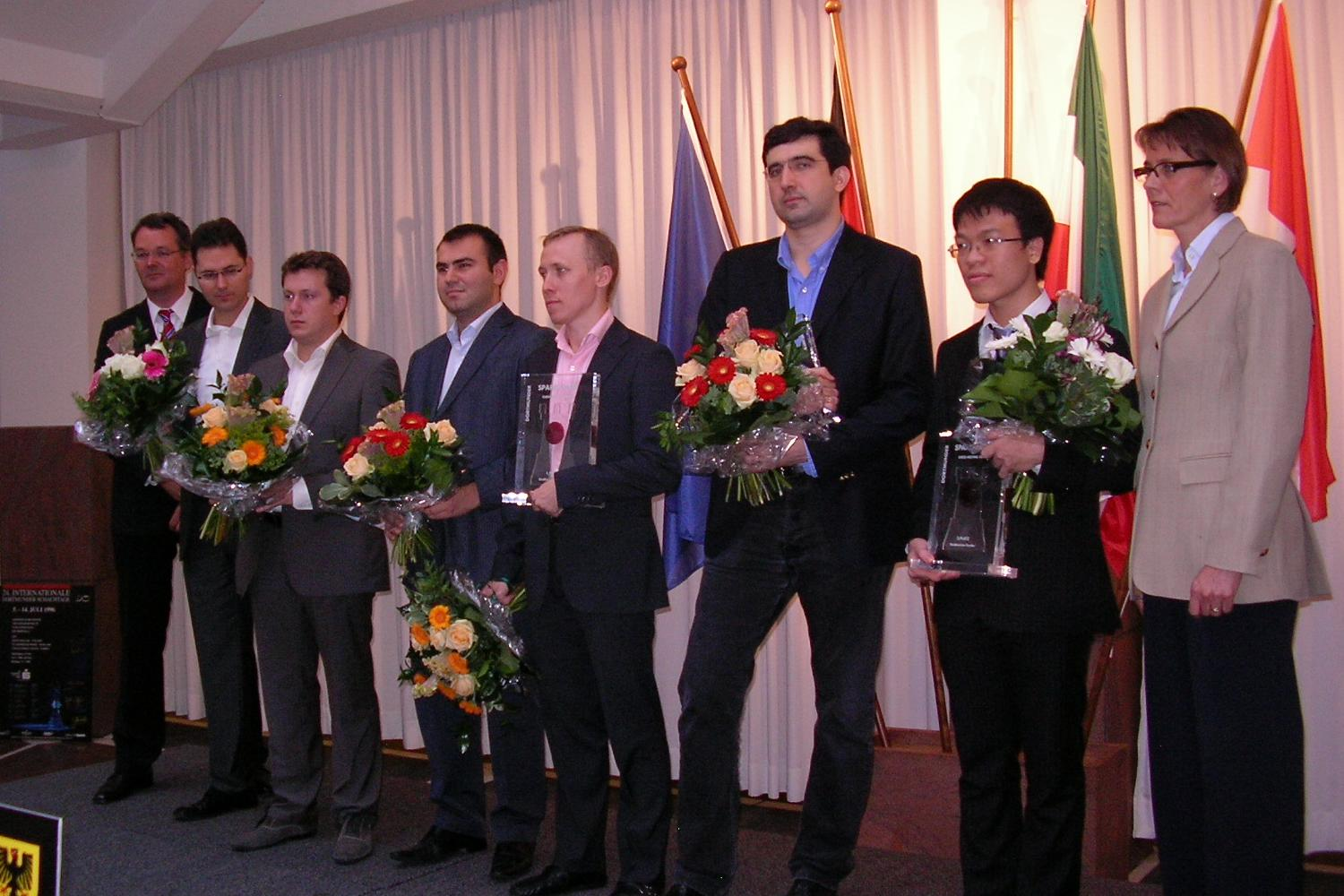
Premiazione dell'edizione 2010.
Da sinistra a destra: Uwe Samulewicz (rappresentante dello sponsor), Péter Lékó, Arkadij Naiditsch, Şəhriyar Məmmədyarov, Ruslan Ponomarëv (1°), Vladimir Kramnik (3°), Lê Quang Liêm (2°) e Birgit Jörder (sindaco di Dortmund)

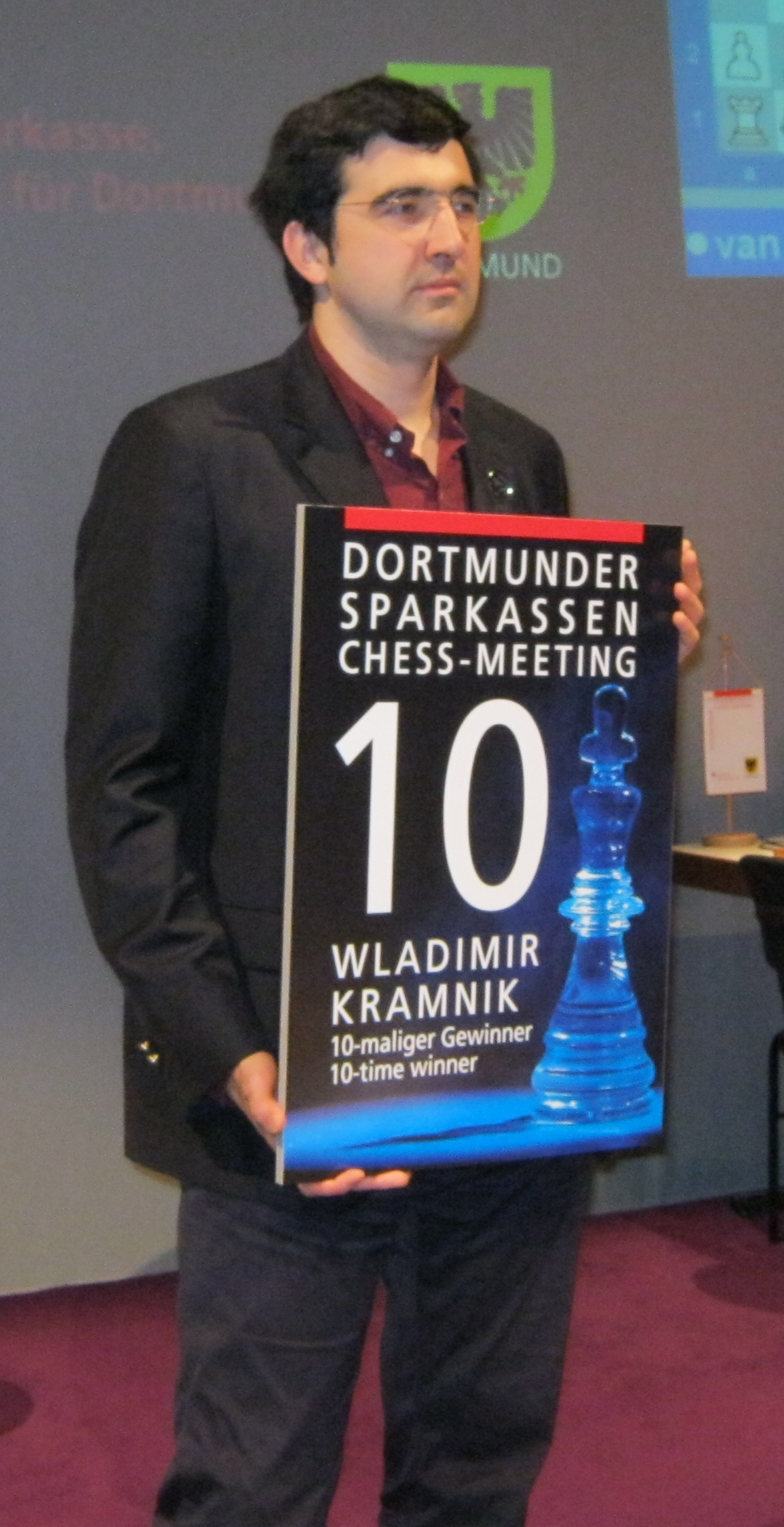
Vladimir Kramnik nel 2011, in occasione della sua decima vittoria al torneo di Dortmund

- Péter Lékó, Fabiano Caruana: 3 vittorie;
- Pavlo El'janov, Heikki Westerinen: 2 vittorie;